# Löttorp
 Ikke at forveksle med Lottorp og Lotorp.
Löttorp er et byområde i Borgholms kommun i Kalmar län i Sverige.
Löttorp ligger i Högby Sogn på det nordlige Øland og er Borgholms kommuns tredjestørste byområde, efter Borgholm og Köpingsvik, og det eneste byområde på det nordligste Øland.

## Navn og historie
Byens navn består af leddene löt (beslægtet med luta), som betyder "græsmark", oprindeligt "skråning", og ordet torp. Navnet blev i 1535 nævnt som Löthetorp. I starten af 1900-tallet voksede byen til at være en stationsbebyggelse langs med den smalsporede Borgholm-Böda jernbane, som senere blev en del af Ölands Järnvägar. Löttorp kom med tiden til at fungere som centrum for det nordligste Øland og blev det sted hvor butiks- og samfundsservice blev koncentreret. Byen er i dag vokset sammen med Högby, kyrkbyen i Högby Sogn med Ølands største kirke, Högby Kirke. Löttorp var frem til og med kommunalreformen i 1971 den største by i Ölands-Åkerbo landskommun og i årene 1971 til 1974 hovedby i Ölands-Åkerbo kommun.

## Befolkning
Borgholms kommun havde i 2020 Sveriges højeste gennemsnitsalder. Gennemsnitsalderen for kvinder i 2020 var 52,4 år og for mænd 51,1 år. Årsagen til dette er at mange såkaldte sommer-ölændinger flytter til deres sommerhuse når de går på pension.

## Bebyggelsen
Erhvervslivet lever i høj grad af sommerturismen, men er dog i vidt omfang i gang hele året. Her findes dagligvarebutik, udleveringssted for apotek og Systembolaget, restauranter, konditori, boligudstyrsbutik, hotel, badeanstalt, fitnesscenter, elbutik, genbrugsbutikker, læger osv. Byen har også en del småindustri. Löttorp har en skole, som går fra børnehaveklasse til højstadie; skolen dækker store dele af det nordligste Øland. I tilknytning til skolen ligger biblioteket og Åkerbobadet. Mange fastboende pendler til Borgholm og Kalmar.
I omegnen af Löttorp ligger mange campingpladser såsom Löttorps camping, Sandby camping og en del campingpladser ud til Bödabukten, hvor Böda camping er den største. Udenfor Löttorp ligger også miniatureparken Lådbilslandet.

## Billeder
- Restauranten Kalk
- Alvaret Hotel & Hostel
- Butikstorv med korsets Kupan, elbutik og Systembolaget